# استفتاء الأبارتايد في جنوب إفريقيا 1992

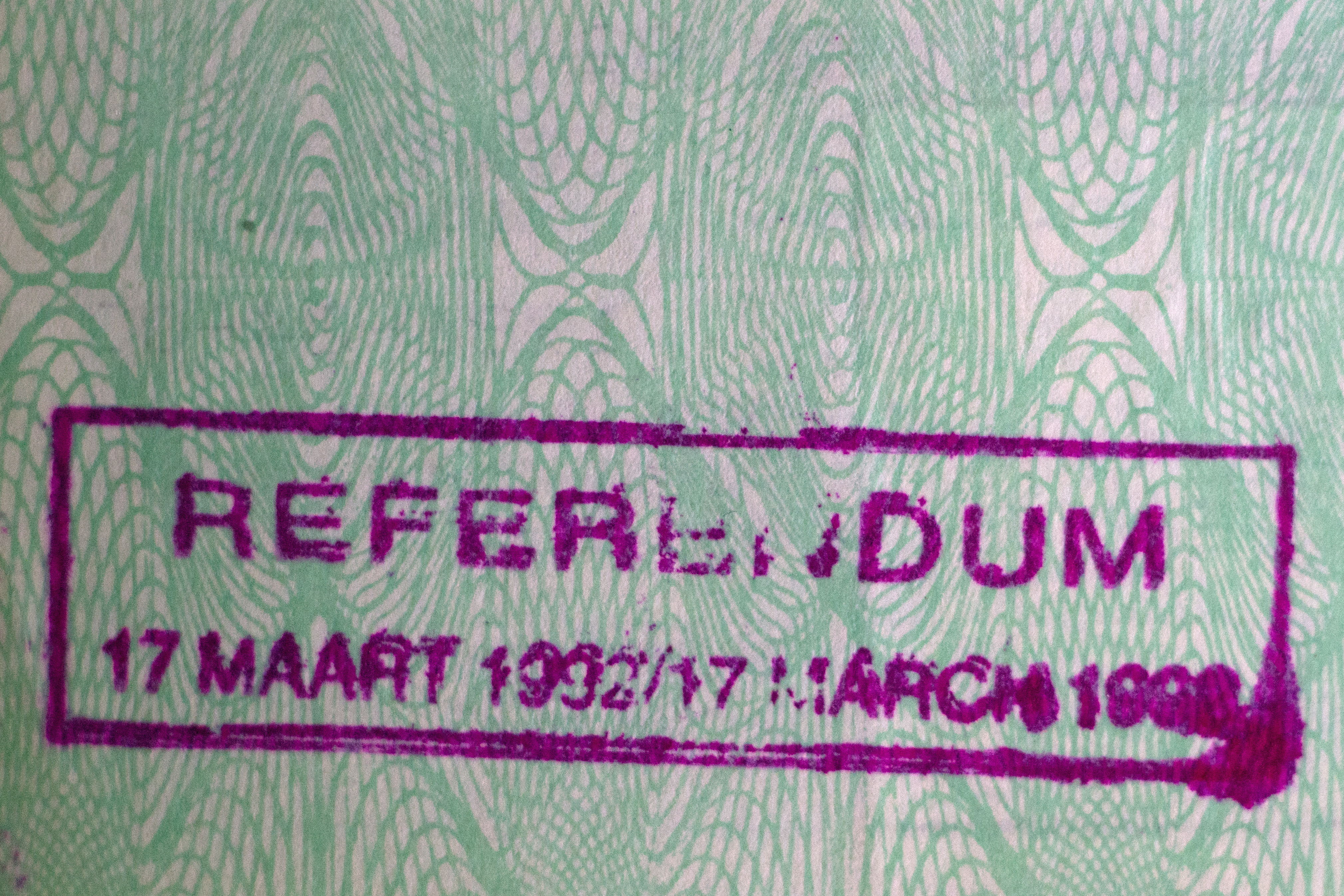
ختم في وثيقة الهوية لجنوب أفريقي من البيض يُسجِّل مشاركته في استفتاء الفصل العنصري عام 1992.

أُجري استفتاء حول إنهاء الفصل العنصري "الأبارتايد" في جنوب أفريقيا في 17 مارس 1992. وكان الاستفتاء مقصوراً على الناخبين البيض في جنوب أفريقيا، الذين سُئِلوا عن ما إذا كانوا يؤيدون الإصلاحات التي تم التفاوض عليها والتي بدأها رئيس الدولة فريديريك ويليم دي كليرك قبل ذلك بسنتين، إذ اقترح فيها إنهاء نظام الفصل العنصري الذي تم تنفيذه منذ عام 1948. وكانت نتيجة الانتخابات انتصاراً كبيراً لجانب المؤيدين لهذه الإصلاحات، مما أدى في نهاية المطاف إلى إنهاء الأبارتايد.